# Exsultate, jubilate

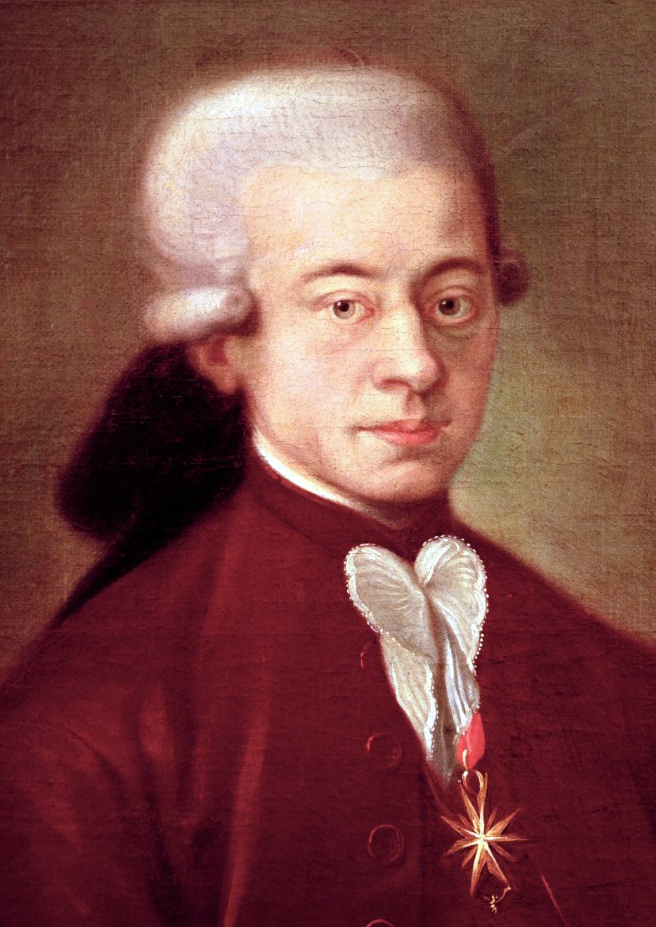
Mozart en 1777

Exsultate, jubilate (Exultez, réjouissez-vous), K. 165, est un motet pour soprano et orchestre, composé par Mozart en janvier 1773.

Mozart a alors 17 ans et vient d'entrer au service du prince-archevêque Colloredo à Salzbourg. Lors de son troisième voyage en Italie, il écrit cette pièce pour le castrat Venanzio Rauzzini qu'il avait admiré précédemment et à qui il avait confié un rôle dans son opéra Lucio Silla, juste achevé. Le chanteur crée l'Exsultate à Milan le 17 janvier 1773, à l'église des Théatins. La partition est remaniée secondairement par le compositeur et la nouvelle version (beaucoup moins jouée de nos jours), donnée le 30 mai 1779. De nos jours, le motet est habituellement chanté par une soprano.
Le motet se compose de trois mouvements vif-lent-vif (le premier et le second étant séparés par un court récitatif sec) et son exécution dure environ quinze minutes. Le mouvement final est un véritable tour de force pour la soprano qui doit vocaliser avec brio uniquement sur le mot alléluia.
Le texte est en latin et son auteur reste inconnu. Il chante la joie des âmes bienheureuses. Le mouvement lent est un hommage à la Vierge Marie. Enfin, Mozart est un des très rares compositeurs ayant composé un Exsultate Jubilate. Le compositeur anglais Karl Jenkins (né en 1944) a mis en musique la première strophe du même texte pour chœur a capella.

## Texte
Exsultate, jubilate,
o vos animae beatae,
dulcia cantica canendo,
cantui vestro respondendo,
psallant aethera cum me.
Fulget amica dies, iam fugere et nubila et procellae;
exorta est justis inexspectata quies.
Undique obscura regnabat nox; surgite tandem laeti, qui timuistis adhuc,
et iucundi aurorae fortunatae
frondes dextera plena et lilia date.
Tu virginum corona,
tu nobis pacem dona,
tu consolare affectus,
unde suspirat cor.
Alleluia, alleluia

## Structure
- Allegro, en fa majeur, , 129 mesures : Exsultate, jubilate, ...
- Recitativo secco, en fa majeur, , 12 mesures : Fulget amica dies ...
- Andante, en la majeur, à 
, 115 mesures: Tu virginum corona,...
- Allegro, en fa majeur, à 
, 159 mesures : Alleluia, alleluia

- Durée de l'exécution : environ 15 minutes.

## Instrumentation
Le motet est écrit pour soprano, 2 hautbois, 2 cors en fa, cordes et basse continue.